# Inishbofin, Inishdooey and Inishbeg SPA
Inishbofin, Inishdooey and Inishbeg SPA este o arie protejată (arie de protecție specială avifaunistică — SPA) din Irlanda întinsă pe o suprafață de 600,8 ha, integral pe uscat.

## Localizare
Centrul sitului Inishbofin, Inishdooey and Inishbeg SPA este situat la coordonatele 55°11′03″N 8°10′14″W / 55.1841°N 8.170482°V.

## Înființare
Situl Inishbofin, Inishdooey and Inishbeg SPA a fost declarat arie de protecție specială avifaunistică în decembrie 2019 pentru a proteja 5 specii de animale.

## Biodiversitate
Situată în ecoregiunea atlantică, aria protejată nu include niciun habitat protejat.
La baza desemnării sitului se află mai multe specii protejate de  păsări (5): Branta leucopsis, cristeiul de câmp (Crex crex), pescăruș sur (Larus canus), pescăruș negricios (Larus fuscus), Sterna paradisaea.